# Seznam olympijských medailistů v lukostřelbě
Toto je seznam olympijských medailistů v lukostřelba na letních olympijských hrách.

## Jednotlivci
| Rok      | Zlato                                        | Stříbro                                         | Bronz                                        |
| LOH 1972 | John Williams · Spojené státy americké (USA) | Gunnar Jervill · Švédsko (SWE)                  | Kyösti Laasonen · Finsko (FIN)               |
| LOH 1976 | Darrell Pace · Spojené státy americké (USA)  | Hiroshi Michinaga · Japonsko (JPN)              | Giancarlo Ferrari · Itálie (ITA)             |
| LOH 1980 | Tomi Poikolainen · Finsko (FIN)              | Boris Isačenko · Sovětský svaz (URS)            | Giancarlo Ferrari · Itálie (ITA)             |
| LOH 1984 | Darrell Pace · Spojené státy americké (USA)  | Richard McKinney · Spojené státy americké (USA) | Hiroshi Yamamoto · Japonsko (JPN)            |
| LOH 1988 | Jay Barrs · Spojené státy americké (USA)     | Park Sung-Soo · Jižní Korea (KOR)               | Vladimir Ješejev · Sovětský svaz (URS)       |
| LOH 1992 | Sébastien Flute · Francie (FRA)              | Chung Jae-Hun · Jižní Korea (KOR)               | Simon Terry · Velká Británie (GBR)           |
| LOH 1996 | Justin Huish · Spojené státy americké (USA)  | Magnus Petersson · Švédsko (SWE)                | Oh Kyo-Moon · Jižní Korea (KOR)              |
| LOH 2000 | Simon Fairweather · Austrálie (AUS)          | Vic Wunderle · Spojené státy americké (USA)     | Wietse van Alten · Nizozemsko (NED)          |
| LOH 2004 | Marco Galiazzo · Itálie (ITA)                | Hiroshi Yamamoto · Japonsko (JPN)               | Tim Cuddihy · Austrálie (AUS)                |
| LOH 2008 | Viktor Ruban · Ukrajina (UKR)                | Park Kyung-Mo · Jižní Korea (KOR)               | Bair Badenov · Rusko (RUS)                   |
| LOH 2012 | Oh Jin-Hyek · Jižní Korea (KOR)              | Takaharu Furukawa · Japonsko (JPN)              | Dai Xiaoxiang · Čína (CHN)                   |
| LOH 2016 | Ku Bon-chan · Jižní Korea (KOR)              | Jean-Charles Valladont · Francie (FRA)          | Brady Ellison · Spojené státy americké (USA) |
| LOH 2020 | Mete Gazoz · Turecko (TUR)                   | Mauro Nespoli · Itálie (ITA)                    | Takaharu Furukawa · Japonsko (JPN)           |
| LOH 2024 | Kim U-čin · Jižní Korea (KOR)                | Brady Ellison · Spojené státy americké (USA)    | I U-sok · Jižní Korea (KOR)                  |

## Družstva
| Rok      | Zlato                          | Stříbro                        | Bronz                          |
| LOH 1988 | · Jižní Korea (KOR)            | · Spojené státy americké (USA) | · Velká Británie (GBR)         |
| LOH 1992 | · Španělsko (ESP)              | · Finsko (FIN)                 | · Velká Británie (GBR)         |
| LOH 1996 | · Spojené státy americké (USA) | · Jižní Korea (KOR)            | · Itálie (ITA)                 |
| LOH 2000 | · Jižní Korea (KOR)            | · Itálie (ITA)                 | · Spojené státy americké (USA) |
| LOH 2004 | · Jižní Korea (KOR)            | · Tchaj-wan (TPE)              | · Ukrajina (UKR)               |
| LOH 2008 | · Jižní Korea (KOR)            | · Itálie (ITA)                 | · Čína (CHN)                   |
| LOH 2012 | · Itálie (ITA)                 | · Spojené státy americké (USA) | · Jižní Korea (KOR)            |
| LOH 2016 | · Jižní Korea (KOR)            | · Spojené státy americké (USA) | · Austrálie (AUS)              |
| LOH 2020 | · Jižní Korea (KOR)            | · Tchaj-wan (TPE)              | · Japonsko (JPN)               |
| LOH 2024 | · Jižní Korea (KOR)            | · Francie (FRA)                | · Turecko (TUR)                |

## Smíšené dvojice
| Rok      | Zlato                                       | Stříbro                                             | Bronz                                                            |
| LOH 2024 | Jižní Korea (KOR) · Lim Si-hjon · Kim U-čin | Německo (GER) · Florian Unruh · Michelle Kroppenová | Spojené státy americké (USA) · Brady Ellison · Casey Kaufholdová |

## Ukončené soutěže

### Au cordon doré - 50 m
| Rok      | Zlato                         | Stříbro                         | Bronz                         |
| LOH 1900 | Henri Hérouin · Francie (FRA) | Hubert Van Innis · Belgie (BEL) | Émile Fisseux · Francie (FRA) |

### Au cordon doré - 33 m
| Rok      | Zlato                           | Stříbro                        | Bronz                                  |
| LOH 1900 | Hubert Van Innis · Belgie (BEL) | Victor Thibaud · Francie (FRA) | Charles Frédéric Petit · Francie (FRA) |

### Au chapelet - 50 m
| Rok      | Zlato                         | Stříbro                     | Bronz                         |
| LOH 1900 | Eugène Mougin · Francie (FRA) | Henri Helle · Francie (FRA) | Émile Mercier · Francie (FRA) |

### Au chapelet - 33 m
| Rok      | Zlato                           | Stříbro                        | Bronz                                  |
| LOH 1900 | Hubert Van Innis · Belgie (BEL) | Victor Thibaud · Francie (FRA) | Charles Frédéric Petit · Francie (FRA) |

### Sur la perche à la herse
| Rok      | Zlato                          | Stříbro                           | Bronz                       |
| LOH 1900 | Emmanuel Foulon · Belgie (BEL) | Auguste Serrurier · Francie (FRA) | Emile Druart · Belgie (BEL) |

### Sur la perche à la pyramide
| Rok      | Zlato                          | Stříbro                           | Bronz                        |
| LOH 1900 | Emile Grumiaux · Francie (FRA) | Auguste Serrurier · Francie (FRA) | Louis Glineux · Belgie (BEL) |

### Double York Round (100 - 80 - 60 yardů)
| Rok      | Zlato                                         | Stříbro                                        | Bronz                                                         |
| LOH 1904 | Phillip Bryant · Spojené státy americké (USA) | Robert Williams · Spojené státy americké (USA) | William Thompson (lukostřelec) · Spojené státy americké (USA) |

### Double American Round (60 - 50 - 40 yardů)
| Rok      | Zlato                                         | Stříbro                                        | Bronz                                                         |
| LOH 1904 | Phillip Bryant · Spojené státy americké (USA) | Robert Williams · Spojené státy americké (USA) | William Thompson (lukostřelec) · Spojené státy americké (USA) |

### Team Round 60 yardů
| Rok      | Zlato                                                             | Stříbro                                                  | Bronz                                        |
| LOH 1904 | · Spojené státy americké (USA) (Potomac Archers, Washington D.C.) | · Spojené státy americké (USA) (Cincinnati Archery Club) | · Spojené státy americké (USA) (Boston A.A.) |

### York Round (100 - 80 - 60 yardů)
| Rok      | Zlato                              | Stříbro                                        | Bronz                                              |
| LOH 1908 | William Dod · Velká Británie (GBR) | Reginald B. Brooks-King · Velká Británie (GBR) | Henry B. Richardson · Spojené státy americké (USA) |

### Continental Style - 50 m
| Rok      | Zlato                            | Stříbro                      | Bronz                           |
| LOH 1908 | Eugène G. Grisot · Francie (FRA) | Louis Vernet · Francie (FRA) | Gustave Cabaret · Francie (FRA) |

### Střelba ku ptáku - jednotlivci - malý pevný terč
| Rok      | Zlato                          | Stříbro                           | Bronz                         |
| LOH 1920 | Edmond van Moer · Belgie (BEL) | Louis van de Perck · Belgie (BEL) | Joseph Hermans · Belgie (BEL) |

### Střelba ku ptáku - jednotlivci - velký pevný terč
| Rok      | Zlato                           | Stříbro                           | Bronz                         |
| LOH 1920 | Edouard Cloetens · Belgie (BEL) | Louis van de Perck · Belgie (BEL) | Firmin Flamand · Belgie (BEL) |

### Střelba ku ptáku - jednotlivci - pohyblivý terč - 28 m
| Rok      | Zlato                           | Stříbro                               | Bronz                                   |
| LOH 1920 | Hubert Van Innis · Belgie (BEL) | Léonce Gaston Quentin · Francie (FRA) | nikdo - soutěžili pouze dva lukostřelci |

### Střelba ku ptáku - jednotlivci - pohyblivý terč - 33 m
| Rok      | Zlato                           | Stříbro                            | Bronz                                   |
| LOH 1920 | Hubert Van Innis · Belgie (BEL) | Julien Louis Brulé · Francie (FRA) | nikdo - soutěžili pouze dva lukostřelci |

### Střelba ku ptáku - jednotlivci - pohyblivý terč - 50 m
| Rok      | Zlato                              | Stříbro                         | Bronz                                   |
| LOH 1920 | Julien Louis Brulé · Francie (FRA) | Hubert Van Innis · Belgie (BEL) | nikdo - soutěžili pouze dva lukostřelci |

### Střelba ku ptáku - družstva - malý pevný terč
| Rok      | Zlato          | Stříbro                                | Bronz                                  |
| LOH 1920 | · Belgie (BEL) | nikdo - soutěžilo pouze jedno družstvo | nikdo - soutěžilo pouze jedno družstvo |

### Střelba ku ptáku - družstva - velký pevný terč
| Rok      | Zlato          | Stříbro                                | Bronz                                  |
| LOH 1920 | · Belgie (BEL) | nikdo - soutěžilo pouze jedno družstvo | nikdo - soutěžilo pouze jedno družstvo |

### Střelba ku ptáku - družstva - pohyblivý terč - 28 m
| Rok      | Zlato              | Stříbro        | Bronz           |
| LOH 1920 | · Nizozemsko (NED) | · Belgie (BEL) | · Francie (FRA) |

### Střelba ku ptáku - družstva - pohyblivý terč - 33 m
| Rok      | Zlato          | Stříbro         | Bronz                                |
| LOH 1920 | · Belgie (BEL) | · Francie (FRA) | nikdo - soutěžila pouze dvě družstva |

### Střelba ku ptáku - družstva - pohyblivý terč - 50 m
| Rok      | Zlato          | Stříbro         | Bronz                                |
| LOH 1920 | · Belgie (BEL) | · Francie (FRA) | nikdo - soutěžila pouze dvě družstva |